# Hans Ravn Kristensen
Hans Ravn Kristensen født 1964 er en tidligere dansk atlet. Han var medlem af Aalborg AK.
Ravn Kristensen driver i dag St. Binderup Kro i Aars.

## Danske mesterskaber
- Sølv 1986 Højdespring 2,06
- Sølv 1985 Højdespring 2,00

## Personlig rekord
- Højdespring: 2,14 26 maj 1985 Lyngby stadion